# Върбен (област Пловдив)
Вижте пояснителната страница за други значения на Върбен.
Върбен е село в Южна България. То се намира в община Брезово, област Пловдив.

## География
Върбен е на около 45 км от гр. Пловдив. Намира се в Сърнена Средна гора.

## История
Селото е създадено от бегълци от село Поибрене след потушаване на Априлското въстание. На Стефанов Камък са убити партизани. Васил Левски е кръстен в селото.

## Културни и природни забележителности
В близост до селото се намира старата византийска крепост Калето.

## Редовни събития
Селският събор на селото се провежда през август или септември.